# Нарваэс, Луис де

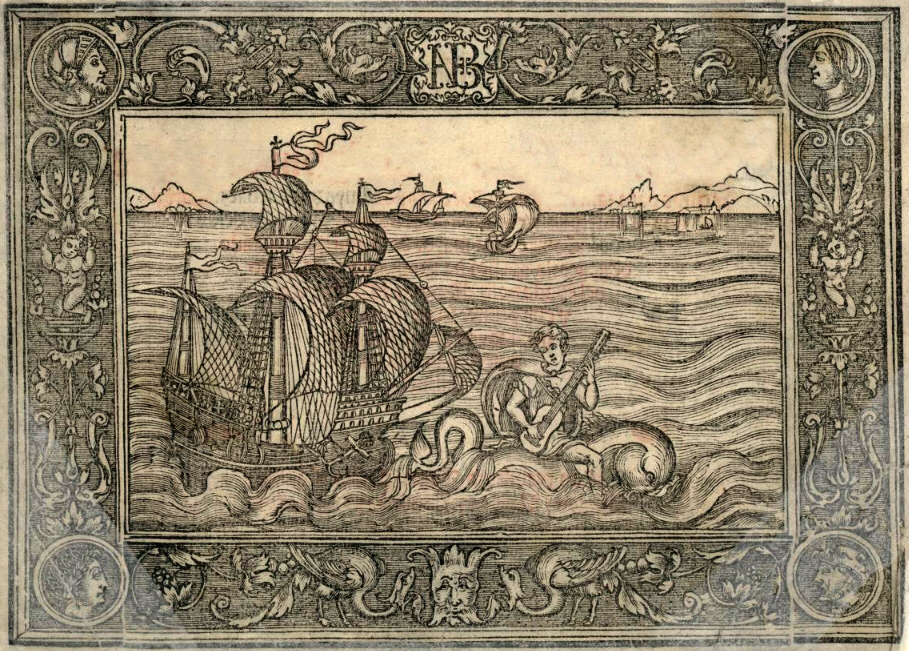
Нарваэс. Фронтиспис нотного сборника "Дельфин" (1538). Арион изображён верхом на дельфине, с виуэлой в руках

Луи́с де Нарва́эс (исп. Luis de Narváez; 1500, Гранада, Испания — 1555/1560) — испанский композитор и виуэлист.

## Жизнь
Впервые в исторических источниках его имя упоминается среди придворных Франсиско де лос Кобоса, государственного секретаря Карла Пятого (Габсбурга). В 1548 году Нарваэс находился на службе у принца Филиппа (будущего Филиппа II), обучая хористов и сопровождая его в путешествиях в Италию и северную Европу.

## Музыкальные сочинения
Наиболее известен как автор сборника из 6 тетрадей («книг») пьес для виуэлы, выпущенных под названием «Los seys libros del Delphin de música de cifra para tañer vihuela» в Вальядолиде в 1538 году. Первая и вторая книги содержат 14 фантазий на 8 церковных тонов. В третью книгу вошли обработки (интабуляции) вокальных сочинений франко-фламандских композиторов Жоскена Депре, Николя Гомберта и Жана (Яна) Ришафора. Четвёртая, пятая и шестая книги содержат, главным образом, вариации (diferencias) на темы светских песен и церковных гимнов, танец «Baxa de contrapunto», песни для голоса в сопровождении виуэлы (только в пятой книге).
В «Дельфине» одним из первых в истории музыки (наряду со школой виэульной игры «Учитель» Луиса Милана) Нарваэс снабдил музыкальные пьесы (специально разработанными) обозначениями темпов.

## Публикации
- Los seys libros del Delphin de música, ed. E. Pujol // Monumentos de la música española III. Barcelona 1945.